# Adolphe Clary-Baroux
Pour les articles homonymes, voir Clary et Baroux.
Adolphe Clary-Baroux, de son vrai nom Clary Adolphe Baroux, né le 23 juillet 1864 à Paris, ville où il est mort le 4 décembre 1932, est un artiste peintre paysager français.

## Biographie
Fils du bijoutier Charles Baroux, Adolphe Clary-Baroux naît le 23 juillet 1864 dans le 3e arrondissement de Paris.
Dès son enfance, il s'intéresse à la peinture et de sa villégiature dans le Bas-Meudon, il peut voir peindre des artistes de renom comme Stanislas Lépine, Charles-François Daubigny et Alfred Sisley mais son père s'oppose à ce qu'il fasse une carrière artistique.
Clary-Baroux, lors de son service militaire à Fontainebleau, rejoint régulièrement Alfred Sisley, celui qu'il considère comme son initiateur, dans la commune proche de Moret-sur-Loing. Ce dernier accroît dès lors son emprise et l'encourage à faire une carrière artistique et à en parler à son père. Mais, ce dernier refuse de l'aider et Clary-Baroux doit lui-même subvenir à ses besoins en crayons, toiles et couleurs. Il étudie chez Julian et à l'école Germain Pilon où il rencontre Edmond Eugène Valton qui préside la Société des artistes indépendants et le fait exposer dès 1901.
Il expose notamment par la suite au Salon des Tuileries et à la Rétrospective du Salon des Indépendants de 1926 et présente en 1928 au Salon d'automne dont il est sociétaire, la toile Place Bab-Sovika et Mosquée de Sidi-Mahrez Tunis.
Il meurt le 4 décembre 1932 dans le 14e arrondissement. Ses obsèques ont été célébrées à l'église Notre Dame du Travail .

## Œuvres
- Exposition de 1900
- La Seine à Port-Marly
- La Seine à Vernon
- Village au bord de l'eau
- Tournant de la Marne au Perreux
- Le Port de Rouen
- Chemin de la digue à La Rochelle
- Quai de la Marine, Paris
- Paris vu des coteaux de Châtillon-Plateau, 22 juillet 1922.
- Place Pigalle[5]